# Desmopachria nitidoides
Desmopachria nitidoides är en skalbaggsart som beskrevs av Young 1990. Desmopachria nitidoides ingår i släktet Desmopachria och familjen dykare. Inga underarter finns listade i Catalogue of Life.